# 高師冬
高 師冬（こう の もろふゆ、生年不明 - 正平6年/観応2年1月17日（1351年2月13日））は、南北朝時代の武将、守護大名。
高師行の子で、従兄弟にあたる高師直の猶子。関東執事として関東の南朝方を鎮圧する功績を挙げたが、観応の擾乱で劣勢に立たされ自害した。

## 略歴
師直と同じく足利尊氏に仕えた。史料上の初見は建武3年（1336年）6月で、山城国西坂本の戦いに参加している。延元3年/暦応元年（1338年）、南朝方の北畠顕家が京を目指して進軍してくると、大将である養父師直と共に各地を転戦し、顕家打倒に貢献した。
延元3年/暦応元年（1338年）から関東の平定に乗り出し、翌年に関東執事に就任、北畠親房・小田治久と戦い、興国4年/康永2年（1343年）冬までに関東平定を成し遂げた。功績により武蔵、次いで伊賀の守護に任じられている。興国5年/康永3年（1344年）に関東執事職を従兄弟の高重茂に交代、翌興国6年/貞和元年（1345年）の天龍寺供養においても尽力した。
正平4年/貞和5年（1349年）、尊氏の次男基氏が鎌倉公方として関東に派遣されると、上杉憲顕と協力して幼少の基氏の補佐に当たる。しかし都で師直と足利直義による対立が発生すると、師冬も直義派であった憲顕と対立することになる。敗れた師冬は正平5年/観応元年（1350年）末に鎌倉から没落して甲斐国の須沢城（山梨県南アルプス市大嵐）に逃れたが、直義派の上杉憲将や諏訪直頼の軍勢に包囲されることとなり、翌年1月17日、逃げ切れないことを悟り、同地で自害して果てた。